# Seven de Dubái 2005
El Seven de Dubái de 2005 fue la sexta edición del torneo de rugby 7, fue el primer torneo de la temporada 2005-06 de la Serie Mundial Masculina de Rugby 7.
Se disputó en la instalaciones del Dubai Exiles Rugby Ground.

## Fase de grupos

### Grupo A
| Equipo        | Encuentros | Encuentros | Encuentros | Encuentros | Tantos  | Tantos    | Tantos     | Puntos |
| Equipo        | jugados    | ganados    | empatados  | perdidos   | a favor | en contra | diferencia | Puntos |
| ------------- | ---------- | ---------- | ---------- | ---------- | ------- | --------- | ---------- | ------ |
| Nueva Zelanda | 3          | 3          | 0          | 0          | 129     | 19        | 110        | 9      |
| Francia       | 3          | 2          | 0          | 1          | 64      | 67        | -3         | 7      |
| Canadá        | 3          | 1          | 0          | 2          | 55      | 48        | 7          | 5      |
| Golfo Pérsico | 3          | 0          | 0          | 3          | 17      | 131       | -114       | 3      |

Nota: Se otorgan 3 puntos al equipo que gane un partido, 2 al que empate y 1 al que pierda

### Grupo B
| Equipo | Encuentros | Encuentros | Encuentros | Encuentros | Tantos  | Tantos    | Tantos     | Puntos |
| Equipo | jugados    | ganados    | empatados  | perdidos   | a favor | en contra | diferencia | Puntos |
| ------ | ---------- | ---------- | ---------- | ---------- | ------- | --------- | ---------- | ------ |
| Samoa  | 3          | 3          | 0          | 0          | 66      | 26        | 40         | 9      |
| Fiyi   | 3          | 2          | 0          | 1          | 80      | 33        | 47         | 7      |
| Gales  | 3          | 1          | 0          | 2          | 64      | 75        | -11        | 5      |
| Túnez  | 3          | 0          | 0          | 3          | 17      | 74        | -57        | 3      |

### Grupo C
| Equipo     | Encuentros | Encuentros | Encuentros | Encuentros | Tantos  | Tantos    | Tantos     | Puntos |
| Equipo     | jugados    | ganados    | empatados  | perdidos   | a favor | en contra | diferencia | Puntos |
| ---------- | ---------- | ---------- | ---------- | ---------- | ------- | --------- | ---------- | ------ |
| Inglaterra | 3          | 3          | 0          | 0          | 133     | 12        | 121        | 9      |
| Australia  | 3          | 2          | 0          | 1          | 59      | 40        | 19         | 7      |
| Kenia      | 3          | 1          | 0          | 2          | 54      | 78        | -24        | 5      |
| Uganda     | 3          | 0          | 0          | 3          | 5       | 121       | -116       | 3      |

### Grupo D
| Equipo    | Encuentros | Encuentros | Encuentros | Encuentros | Tantos  | Tantos    | Tantos     | Puntos |
| Equipo    | jugados    | ganados    | empatados  | perdidos   | a favor | en contra | diferencia | Puntos |
| --------- | ---------- | ---------- | ---------- | ---------- | ------- | --------- | ---------- | ------ |
| Sudáfrica | 3          | 3          | 0          | 0          | 80      | 21        | 59         | 9      |
| Argentina | 3          | 2          | 0          | 1          | 40      | 43        | -3         | 7      |
| Portugal  | 3          | 1          | 0          | 2          | 38      | 66        | -28        | 5      |
| Escocia   | 3          | 0          | 0          | 3          | 22      | 52        | -30        | 3      |

## Fase Final

### Cuartos de final
| 2 de diciembre | Inglaterra | 24 - 12 | Argentina |  |  |

| 2 de diciembre | Samoa | 33 - 14 | Francia |  |  |

| 2 de diciembre | Fiyi | 17 - 14 | Nueva Zelanda |  |  |

| 2 de diciembre | Sudáfrica | 14 - 0 | Australia |  |  |

### Semifinal
| 2 de diciembre | Inglaterra | 7 - 5 | Samoa |  |  |

| 2 de diciembre | Fiyi | 17 - 7 | Sudáfrica |  |  |

### Final
| 2 de diciembre | Inglaterra | 28 - 26 | Samoa |  |  |

| Bandera de Inglaterra  |
| Campeón Inglaterra     |
| 1º título del circuito |